# U-572 (tàu ngầm Đức)
U-572 là một tàu ngầm tấn công  Lớp Type VII thuộc phân lớp Type VIIC được Hải quân Đức Quốc Xã chế tạo trong Chiến tranh Thế giới thứ hai. Nhập biên chế năm 1941, nó đã thực hiện được chín chuyến tuần tra, đánh chìm được sáu tàu buôn với tổng tải trọng 19.323 GRT, đồng thời gây hư hại cho một tàu buôn khác tải trọng 6.207 GRT. Trong chuyến tuần tra cuối cùng, U-572 bị một thủy phi cơ Martin PBM Mariner của Hải quân Hoa Kỳ đánh chìm ngoài khơi Trinidad vào ngày 3 tháng 8, 1943.

## Thiết kế và chế tạo

### Thiết kế

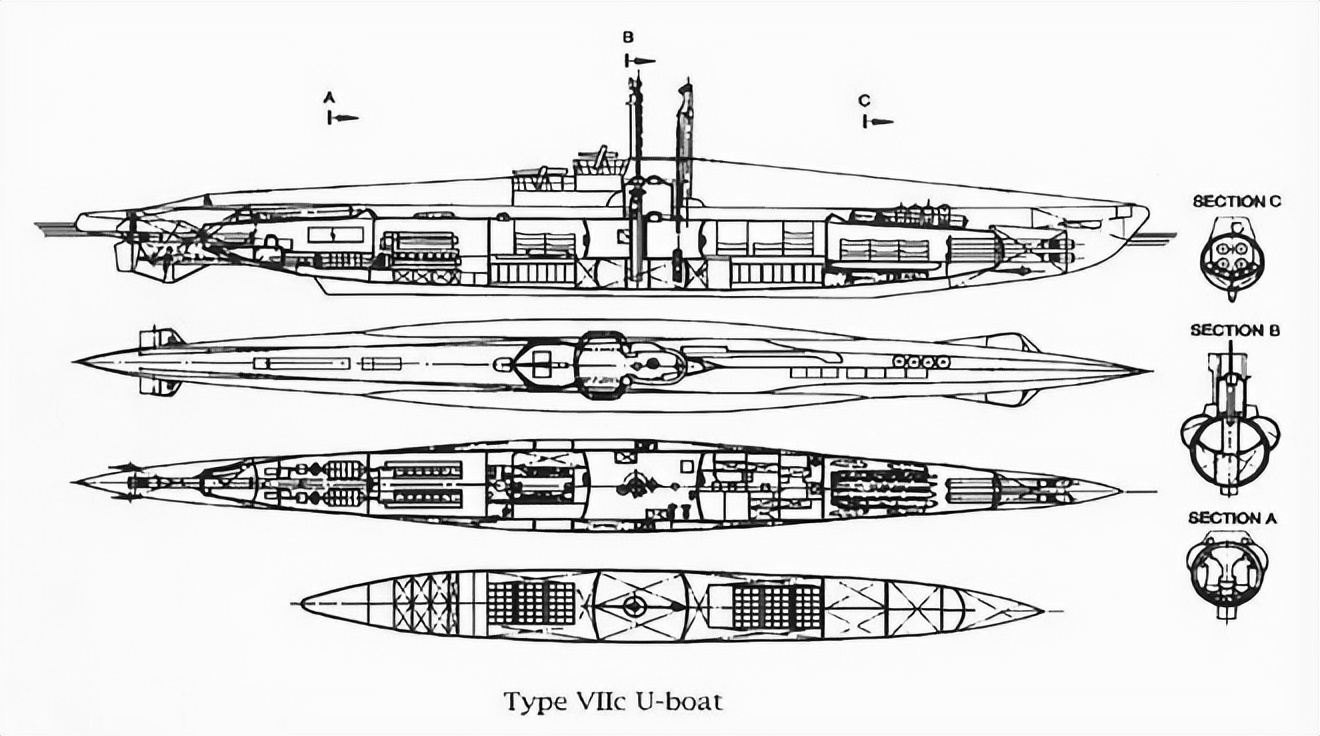
Sơ đồ các mặt cắt một tàu ngầm Type VIIC

Phân lớp VIIC của Tàu ngầm Type VII là một phiên bản VIIB được kéo dài thêm. Chúng có trọng lượng choán nước 769 t (757 tấn Anh) khi nổi và 871 t (857 tấn Anh) khi lặn). Con tàu có chiều dài chung 67,10 m (220 ft 2 in), lớp vỏ trong chịu áp lực dài 50,50 m (165 ft 8 in), mạn tàu rộng 6,20 m (20 ft 4 in), chiều cao 9,60 m (31 ft 6 in) và mớn nước 4,74 m (15 ft 7 in).
Chúng trang bị hai động cơ diesel Germaniawerft F46 siêu tăng áp 6-xy lanh 4 thì, tổng công suất 2.800–3.200 PS (2.100–2.400 kW; 2.800–3.200 bhp), dẫn động hai trục chân vịt đường kính 1,23 m (4,0 ft), cho phép đạt tốc độ tối đa 17,7 kn (32,8 km/h), và tầm hoạt động tối đa 8.500 nmi (15.700 km) khi đi tốc độ đường trường 10 kn (19 km/h). Khi đi ngầm dưới nước, chúng sử dụng hai động cơ/máy phát điện Garbe, Lahmeyer & Co. RP 137/c  tổng công suất 750 PS (550 kW; 740 shp). Tốc độ tối đa khi lặn là 7,6 kn (14,1 km/h), và tầm hoạt động 80 nmi (150 km) ở tốc độ 4 kn (7,4 km/h). Con tàu có khả năng lặn sâu đến 230 m (750 ft).
Vũ khí trang bị có năm ống phóng ngư lôi 53,3 cm (21 in), bao gồm bốn ống trước mũi và một ống phía đuôi, và mang theo tổng cộng 14 quả ngư lôi, hoặc tối đa 22 quả thủy lôi TMA, hoặc 33 quả TMB. Tàu ngầm Type VIIC bố trí một hải pháo 8,8 cm SK C/35 cùng một pháo phòng không 2 cm (0,79 in) trên boong tàu. Thủy thủ đoàn bao gồm 4 sĩ quan và 40-56 thủy thủ.

### Chế tạo
U-572 được đặt hàng vào ngày 24 tháng 10, 1939, và được đặt lườn tại xưởng tàu của hãng Blohm & Voss ở Hamburg vào ngày 15 tháng 6, 1940. Nó được hạ thủy vào ngày 5 tháng 4, 1941, và nhập biên chế cùng Hải quân Đức Quốc Xã vào ngày 29 tháng 5, 1941 dưới quyền chỉ huy của Hạm trưởng, Đại úy Hải quân Karl Schrott.

## Lịch sử hoạt động

### 1941
Sau khi hoàn tất việc huấn luyện trong thành phần Chi hạm đội U-boat 3, U-572 tiếp tục ở lại cùng đơn vị này để hoạt động trên tuyến đầu cho đến khi bị mất.

#### Chuyến tuần tra thứ nhất
U-572 xuất phát từ cảng Trondheim, Na Uy vào ngày 2 tháng 9, 1941 cho chuyến tuần tra đầu tiên trong chiến tranh. Nó đã băng qua khe GI-UK giữa quần đảo Faroe và Iceland để vòng qua quần đảo Anh và hoạt động tại các vùng biển về phía Tây Nam Iceland và Trung tâm Bắc Đại Tây Dương. Con tàu kết thúc chuyến tuần tra khi đi đến cảng Lorient bên bờ Đại Tây Dương của Pháp đã bị Đức chiếm đóng, đến nơi vào ngày 2 tháng 10.

#### Chuyến tuần tra thứ hai
U-572 khởi hành từ cảng Lorient vào ngày 30 tháng 10 cho chuyến tuần tra thứ hai, và đã hoạt động trong vùng biển Đại Tây Dương về phía Tây vịnh Biscay. Nó kết thúc chuyến tuần tra và đi đến cảng Brest cùng bên bờ Đại Tây Dương của Pháp vào ngày  29 tháng 11.

### 1942

#### Chuyến tuần tra thứ ba
Chuyến tuần tra thứ ba của U-572, cùng xuất phát và kết thúc tại Brest, kéo dài từ ngày 7 tháng 1 đến ngày 10 tháng 2, 1942. Chiếc tàu ngầm đã hướng xuống phía Nam để hoạt động trong vùng biển Đại Tây Dương ở lối ra vào phía Tây của eo biển Gibraltar.

#### Chuyến tuần tra thứ tư
U-572 xuất phát từ Brest vào ngày 14 tháng 3 cho chuyến tuần tra thứ tư, và đã băng qua suốt Đại Tây Dương để hoạt động ngoài khơi vùng bờ Đông của Hoa Kỳ trong khuôn khổ Chiến dịch Paukenschlag (tiếng Anh: Chiến dịch Drumbeat). Trên đường đi giữa Đại Tây Dương vào ngày 4 tháng 4, nó tấn công bằng hải pháo chiếc tàu chở dầu Anh Ensis 6.207 GRT nhưng chỉ gây hư hại nhẹ. Đến ngày 16 tháng 4, U-572 phóng ngư lôi tấn công và đánh chìm chiếc tàu buôn Panama Desert Light 2.368 GRT ở vị trí về phía Đông Kitty Hawk, Bắc Carolina. Sau đó vào ngày 16 tháng 4, nó tiếp tục đánh chìm chiếc tàu buôn Anh Empire Dryden 7.164 GRT ở vị trí khoảng 240 nmi (440 km) về phía Tây Bắc Bermuda. Nó kết thúc chuyến tuần tra và đi đến cảng La Pallice tại La Rochelle cùng bên bờ Đại Tây Dương của Pháp, đến nơi vào ngày 14 tháng 5. La Pallice trở thành căn cứ hoạt động chính của chiếc tàu ngầm cho đến khi nó bị mất.

#### Chuyến tuần tra thứ năm
Trong chuyến tuần tra thứ năm diễn ra từ ngày 30 tháng 6 đến ngày 3 tháng 9, U-572 đã hướng xuống phía Nam để hoạt động dọc theo bờ biển Tây Phi cho đến tận ngoài khơi Conakry, Guinea thuộc Pháp. Vào ngày 7 tháng 8, chiếc tàu ngầm phải tiêu phí đến sáu quả ngư lôi mới đánh chìm được chiếc tàu buôn Hà Lan Delfshaven 5.281 GRT ở vị trí về phía Tây Nam Dakar, Sénégal.

#### Chuyến tuần tra thứ sáu
U-572 khởi hành từ cảng La Pallice vào ngày 12 tháng 10 cho chuyến tuần tra thứ sáu, và hướng xuống phía Nam do nhận lệnh điều động sang phục vụ tại khu vực Địa Trung Hải. Tuy nhiên chiếc tàu ngầm đã không thể vượt qua eo biển Gibraltar được lực lượng Đồng Minh canh phòng nghiêm ngặt, và đã quay trở về La Pallice vào ngày 22 tháng 11. Sau chuyến đi, Đại úy hạm trưởng Heinz Hirsacker bị thuộc cấp tố cáo là hèn nhát và bị đưa ra xét xử tại tòa án binh; ông tự vẫn vào ngày 24 tháng 4, 1943, trước khi bị đưa ra xử bắn.

### 1943

#### Chuyến tuần tra thứ bảy và thứ tám
Dưới quyền chỉ huy của hạm trưởng mới, Trung úy Hải quân Heinz Kummetat, U-572 thực hiện chuyến tuần tra thứ bảy từ ngày 23 tháng 12, 1942 đến ngày 11 tháng 2, 1943 để hoạt động tại vùng biển Bắc Đại Tây Dương về phía Tây Ireland (Khu vực Tiếp cận phía Tây).
Chuyến tuần tra tiếp theo của U-572 kéo dài từ ngày 10 tháng 3 đến ngày 18 tháng 4, khi chiếc tàu ngầm hoạt động tại vùng biển Bắc Đại Tây Dương về phía Đông Nam Greenland. Trong cả hai chuyến đi nó đều không đánh chìm được mục tiêu nào.

#### Chuyến tuần tra thứ chín – Bị mất
U-572 xuất phát từ cảng La Pallice vào ngày 2 tháng 6 cho chuyến tuần tra thứ chín, cũng là chuyến cuối cùng, và đã hướng xuống phía Tây Nam để hoạt động dọc bờ biển Tây Bắc của lục địa Nam Mỹ. Trên đường đi giữa Đại Tây Dương vào ngày 22 tháng 6, nó phóng ngư lôi tấn công Đoàn tàu UGS-10, và đã đánh chìm chiếc tàu tiếp dầu Lot 4.220 GRT của Pháp tự do tại tọa độ 23°56′B 43°10′T / 23,933°B 43,167°T.  Sau đó ở vị trí về phía Đông Trinidad vào ngày 14 tháng 7, chiếc U-boat dùng hải pháo đánh chìm chiếc thuyền buồm Anh Harvard 114 GRT, và tiếp tục đánh chìm chiếc thuyền buồm Anh Gilbert B. Walters 176 GRT vào ngày hôm sau ở vị trí về phía Đông Nam Trinidad.
Đến ngày 31 tháng 7, ở vị trí về phía Đông Trinidad, chiếc U-boat bị một máy bay Đồng Minh tấn công, nhưng đã chống trả và thoát được. Tuy nhiên sang ngày 3 tháng 8, nó lại bị một thủy phi cơ Martin PBM Mariner thuộc Liên đội Tuần tra VP-205 Hải quân Hoa Kỳ tấn công ngoài khơi Trinidad. Hỏa lực phòng không từ chiếc tàu ngầm đã bắn rơi máy bay đối phương, khiến toàn bộ đội bay đều thiệt mạng, nhưng  mìn sâu thả từ chiếc PBM Mariner cũng đã đánh chìm U-572 tại tọa độ 11°35′B 54°05′T / 11,583°B 54,083°T; toàn bộ 47 thành viên thủy thủ đoàn của nó đều tử trận.

### "Bầy sói" tham gia
U-572 từng tham gia mười một bầy sói:
- Brandenburg (15 tháng 9, – 1 tháng 10, 1941)
- Störtebecker (5 – 19 tháng 11, 1941)
- Gödecke (19 – 26 tháng 11, 1941)
- Hai (3 – 21 tháng 7, 1942)
- Streitaxt (20 tháng 10, – 2 tháng 11, 1942)
- Schlagetot (9 – 16 tháng 11, 1942)
- Falke (28 tháng 12, 1942 – 19 tháng 1, 1943)
- Landsknecht (19 – 28 tháng 1, 1943)
- Hartherz (3 – 7 tháng 2, 1943)
- Seeteufel (21 – 30 tháng 3, 1943)
- Löwenherz (1 – 10 tháng 4, 1943)

### Tóm tắt chiến công
U-572 đã đánh chìm được được sáu tàu buôn với tổng tải trọng 19.323 GRT, đồng thời gây hư hại cho một tàu buôn khác tải trọng 6.207 GRT:
| Ngày             | Tên tàu            | Quốc tịch      | Tải trọng | Số phận      |
| ---------------- | ------------------ | -------------- | --------- | ------------ |
| 4 tháng 4, 1942  | Ensis              | United Kingdom | 6.207     | Bị hư hại    |
| 16 tháng 4, 1942 | Desert Light       | Panama         | 2.368     | Bị đánh chìm |
| 20 tháng 4, 1942 | Empire Dryden      | United Kingdom | 7.164     | Bị đánh chìm |
| 7 tháng 8, 1942  | Delfshaven         | Netherlands    | 5.281     | Bị đánh chìm |
| 22 tháng 6, 1943 | Lot                | Pháp Tự do     | 4.220     | Bị đánh chìm |
| 14 tháng 7, 1943 | Harvard            | United Kingdom | 114       | Bị đánh chìm |
| 15 tháng 7, 1943 | Gilbert B. Walters | United Kingdom | 176       | Bị đánh chìm |